# Malléole latérale

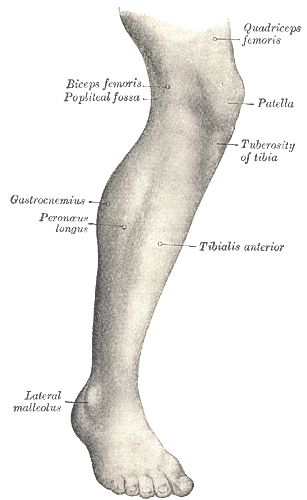
La malléole externe (Lateral malleolus en anglais).

La malléole latérale (ou malléole externe) correspond chez l'humain (et les primates) à l'extrémité inférieure de la fibula. Elle fait saillie sous la peau latéralement à la cheville.

## Description
La malléole latérale est de forme losangique allongée de haut en bas et aplatie transversalement.
Elle est moins saillante et située nettement plus bas que la malléole médiale.
Elle présente deux faces (médiale et latérale), deux bords (antérieur et postérieur) et un sommet.

### Face médiale
Sa face médiale possède une surface articulaire triangulaire à sommet inférieur encroûtée de cartilage : la facette articulaire de la malléole latérale. Elle s'articule avec le talus.
En bas et en arrière de la facette articulaire, une fossette appelée fosse de la malléole latérale reçoit l'insertion du ligament talo-fibulaire postérieur.

### Face latérale
Sa face latérale est dans le prolongement de la face latérale de la fibula. Elle est libre de toute insertion et sous-cutanée.

### Bord antérieur
Le bord antérieur est convexe vers l’avant.
Il donne insertion :
- dans son tiers supérieur au ligament tibio-fibulaire antérieur,
- dans son tiers moyen au ligament talo-fibulaire antérieur,
- dans son tiers inférieur sans atteindre le sommet au ligament calcanéo-fibulaire.

### Bord postérieur
Le bord postérieur est en forme de gouttière formant le sillon malléolaire de la fibula permettant le passage des tendons des muscles fibulaires.

### Sommet
Le sommet est arrondi et situé latéralement par rapport à l’axe médian de la fibula. Il est libre de toute insertion.

## Aspect clinique
La malléole latérale est palpable sous la peau et c'est un des principaux repères osseux utilisés pour les diagnostics d'entorse ou de fracture de la cheville.

## Anatomie comparée
Chez de nombreux mammifères, comme les ruminants ou les équidés, la malléole latérale appartient, comme la malléole médiale, au tibia.

## Galerie

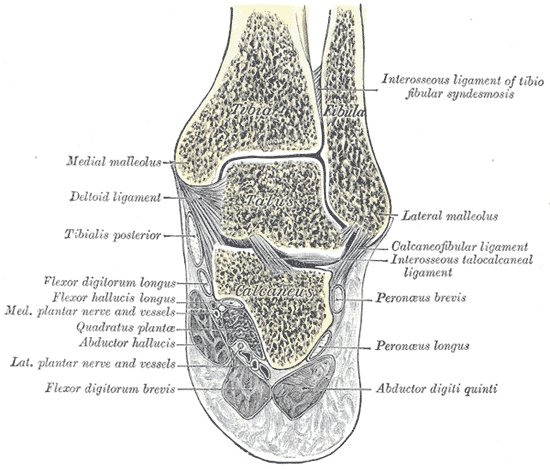
Coupe frontale de la cheville
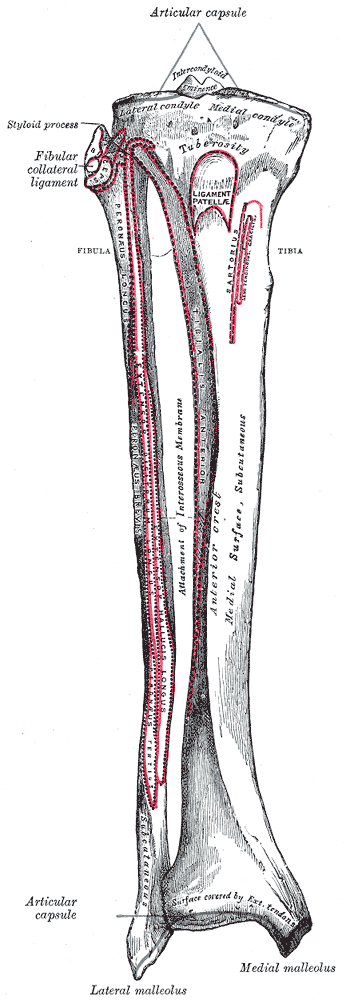
Les os de la jambe droite. Vue antérieure
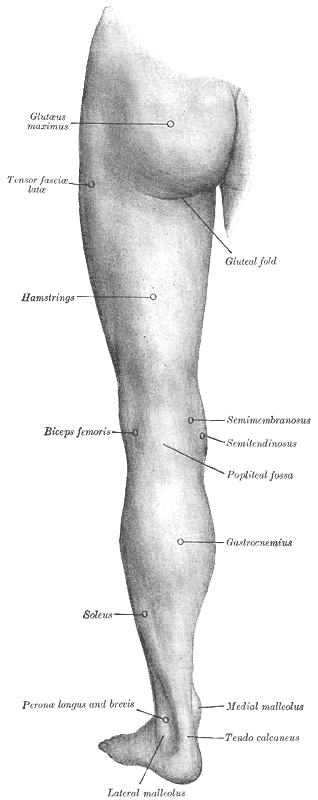
Vue postérieure du membre inférieur gauche.